# Pogok-eup
Pogok-eup (koreanska: 포곡읍) är en köping i provinsen Gyeonggi i den centrala delen av Sydkorea, 40 km sydost om huvudstaden Seoul. Den ligger i stadsdistriktet Cheoin-gu i stadskommunen Yongin.
I Pogok-eup ligger Everland, Sydkoreas största nöjes- och temapark.